# 全関西美術展
全関西美術展（ぜんかんさいびじゅつてん）とは、大阪市立美術館主催で開催される美術展覧会。
大阪の芸術文化の振興を図るため、昭和15年（1940年）12月に「紀元2600年奉祝総合美術展」として開催され、翌年（1941年）から第1回「大阪市展」として開催された。戦後は「新日本美術展」、昭和25年（1950年）には、関西一円から作品を公募する「関西綜合美術展」となり、その後「全関西美術展」と改称される。

## 脚註
1. ↑  今日は何の日 12月01日 - 大阪市立図書館